# Бородин, Анатолий Владимирович
Анатолий Владимирович Бородин (4 января 1935, Анасеули — 3 августа 2018, Москва) — советский и российский художник-график. Заслуженный художник России. Академик РАХ с 2007 года.

## Биография
Родился в 1935 году в селе Анасеули Махарадзевского района Грузинской ССР. С детства увлекался музыкой, резьбой по камню, астрономией. Окончил Московский полиграфический институт в 1959 году, где учился у А. Д. Гончарова, П. Г. Захарова, Г. Т. Горощенко. Дипломной работой стали иллюстрации к летописному своду «Повести временных лет».
В 1960 году вступил в Союз художников СССР. 
С 1970-х годов художник подолгу жил в деревне Видогощи, которой он посвятил листы, выполненные в новой технике – альграфии.
Член-корреспондент PAX с 1997 года, избран действительным членом РАХ в 2007 году. В 1999 году удостоен звания Заслуженного художника России.
Умер 3 августа 2018 года в Москве.

## Семья
Жена — художник Ирина Павловна Захарова (19.05.1935—20.11.2017).

## Творчество
С начала творческой деятельности отдавал предпочтение линогравюре. Его серия «В Малоземельской тундре» (1961-1963 гг.) экспонировалась на выставках в СССР, за рубежом и была издана отдельным альбомом. В последние годы обратился к технике альграфии — литографии на алюминии, сохраняющей многие нюансы карандашного рисунка.
Все работы делаю сам: готовлю корнпапир, подготавливаю алюминиевую доску (корную, очуствляю), делаю перевод с корнпапира на доску, обрабатываю к печати, печатаю. Печать тоже творческий процесс, можно работать с доской – по-разному подтравливать, печатать с разной насыщенностью, получая оттиски каждый раз несколько отличающиеся друг от друга. Рисование на корнпапире с натуры сохраняет непосредственное видение натуры.
Произведения Анатолия Бородина находятся в Государственной Третьяковской галерее, Государственном музее изобразительных искусств им. А.С.Пушкина, Государственном Русском музее, в государственных художественных музеях и галереях России, в частных собраниях в России и за рубежом.

### Избранные серии работ
- «В малоземельской тундре» (1961—1963),
- «У байкальских рыбаков» (1963),
- «Наш Север» (1965—1968),
- «На подмосковных просторах» (1972—1974),
- «На Тверской земле» (1973—1977),
- «Земля Калужская» (1978—1982),
- «Коломенское» (1970—1974),
- «Переславль-Залесский» (1987—1992),
- «Москва» (1979—1986),
- «Зарайск — древний русский город» (1988—1990),
- «По Швейцарии» (1989—1990),
- «Над Волгой у Городни» (1991—1992),
- «Деревня, в которой я живу» (1993—1994),
- «В ожидании» (1994),
- «Успенский монастырь» (1995),
- «Деревня Видогощи» (1996).

### Книжные иллюстрации
С. Данилов «Круглый дом». Изд. «Малыш», 1970.

## Персональные выставки
- 1963 год — Флоренция, Италия,
- 1984 год — Выставочный зал Союза художников России, Москва,
- 1990 год — (совместно с И.Захаровой) Видлисбах, Швейцария,
- 2005 год — Библиотека фонда «Русское зарубежье», Москва.
- 2010 год — Выставочный зал журнала «Наше наследие»

## Награды и премии
- 1992 — золотая медаль PAX за серию линогравюр «Над Волгой у Городни»,
- 2000 — премия Мэрии Москвы за альбом линогравюр «Москва».